# دنیل کلوز
دنیل کلوز (انگلیسی: Daniel Clowes؛ زادهٔ ۱۴ آوریل ۱۹۶۱) یک فیلم‌نامه‌نویس اهل ایالات متحده آمریکا است.